# Patati Patatá
Patati Patatá  é uma dupla de palhaços brasileira. É uma criação do empresário Rinaldi Faria, a partir de um grupo que existia na década de 1980. Ao contrário de outros palhaços brasileiros, a identidade não pertence a um intérprete em específico, o que faz com que os personagens possam se apresentar em shows, circos, escolas e em programas de televisão.
Dessa forma, Patati Patatá tornou-se uma franquia de mídia bem-sucedida, com gravação de álbuns musicais, turnês, venda de brinquedos e outros produtos para crianças. Em 2013, estima-se que a marca tenha movimentado mais de R$ 250 milhões com o licenciamento de produtos.
Em 2011, os palhaços apresentaram um programa no SBT. A dupla também teve um programa no Discovery Kids.

## Carreira

### Antecedentes
Desde a infância, Rinaldi Faria fazia apresentações como mágico. Na década de 1980, havia um grupo circense que fazia apresentações com o nome Patati Patatá, que era composto pelos personagens Garota Pupy, Mágica Alacazam e a dupla de palhaços Tuti Fruti e Pirulito. Rinaldi e seu irmão eram sempre chamados para se apresentarem com o grupo. A trupe era formada por irmãos, e a mãe era a responsável pelas apresentações.
Em 1985, os intérpretes da dupla de palhaços e da Garota Pupy morreram depois de um acidente de automóvel. A tragédia ocorreu em dezembro daquele ano, nas proximidades de Três Corações, Minas Gerais. Os irmãos Maurício Carlos Costa, 17 anos, Patrícia Carlos Costa, 14, e Malcon Carlos Costa, 15, morreram no acidente. A mãe dos jovens, Terezinha Carlos Costa, e a outra integrante, Jane Espadan, de 15, sobreviveram. O grupo teve que retornar para finalizar a agenda de shows, sendo que Rinaldi e seu irmão foram chamados para substituir dois integrantes. Depois do término dos trabalhos, o grupo foi desmanchado pela responsável.

### 1989—2008: Grupo Patati Patatá e formação da dupla de palhaços
A partir de 1989, Rinaldi Faria assumiu a marca Patati Patatá. Ele recriou o grupo e passou a se apresentar em circos e em programas de televisão. Logo, ele transformou o grupo em uma dupla. Uma das estratégias para garantir a popularidade era se apresentar em escolas. Os shows eram gratuitos, e o lucro era obtido com as fotos das crianças com os personagens.
Como uma dupla de palhaços, Rinaldi implantou uma filosofia semelhante à Disney: o que importa não são os interpretes, mas os personagens. Assim, a dupla começou fazer vários shows simultâneos pelo Brasil. A estratégia também é semelhante ao palhaço Bozo, que tinha vários intérpretes.
Por causa disso, são adotados critérios rigorosos para os atores que interpretam os palhaços. Os personagens são sempre interpretados por atores jovens e magros, que recebem aulas de música e de entonação para que cantem da mesma forma.
A estreia da dupla na televisão deu-se em 1995, no programa Rinaldi Magic Show, onde eram coadjuvantes e seu criador, Rinaldi era o apresentador, mas a primeira aparição do grupo na televisão, que no registro, foi em 1991.

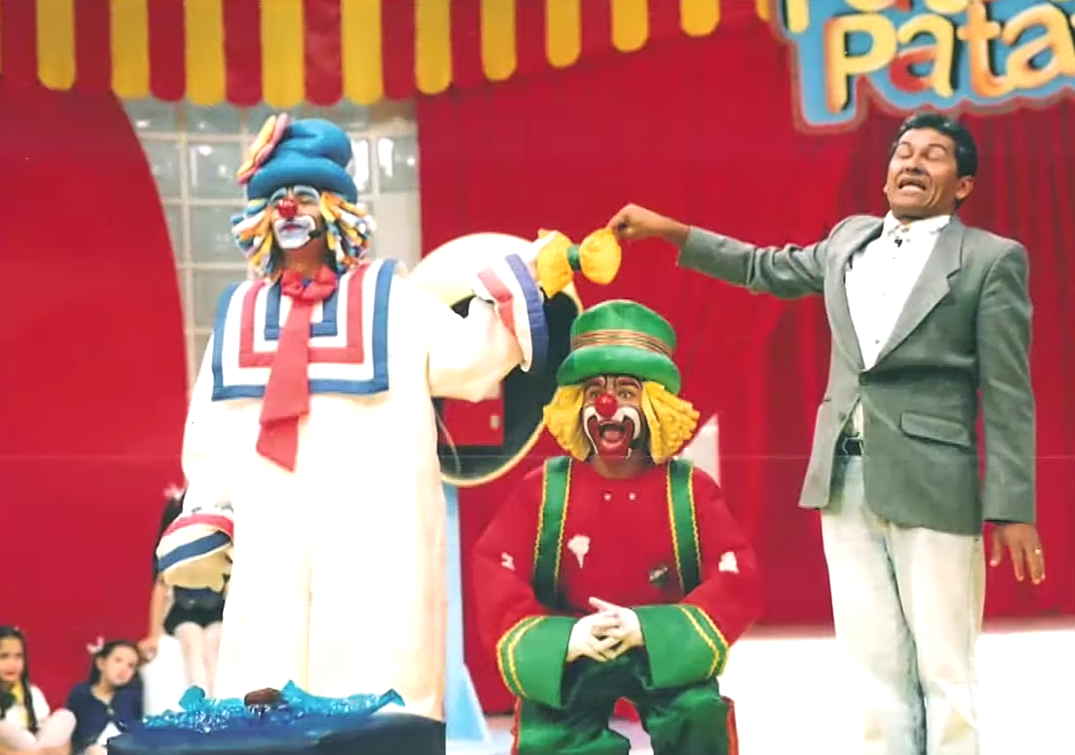
Programa Patati Patatá (2003)

Em 2003, a dupla de palhaços estreou seu próprio programa na TV Gazeta, intitulado "Patati Patatá". O programa contava com um auditório infantil, onde a dupla realizava atividades lúdicas com as crianças da plateia. Além disso, apresentavam esquetes, cantavam músicas e incluíam segmentos externos. O programa tinha duração média de 30 minutos. Em 2005, o programa passou por uma reformulação com novo design de cenário e tornou-se um sucesso aos sábados. Desde então, "Patati Patatá" tornou-se um amado e duradouro sucesso na história da televisão brasileira.

### 2009-2013: Turnê nacional, estreia noSBTe 30 Anos de carreira
Em 2009, a dupla iniciou a sua primeira turnê nacional "Um Show de Alegria", que foi um sucesso e continuou até 2011. No ano de 2010 foi lançado o DVD e o CD "Volta ao Mundo", que também foi um sucesso de vendas.

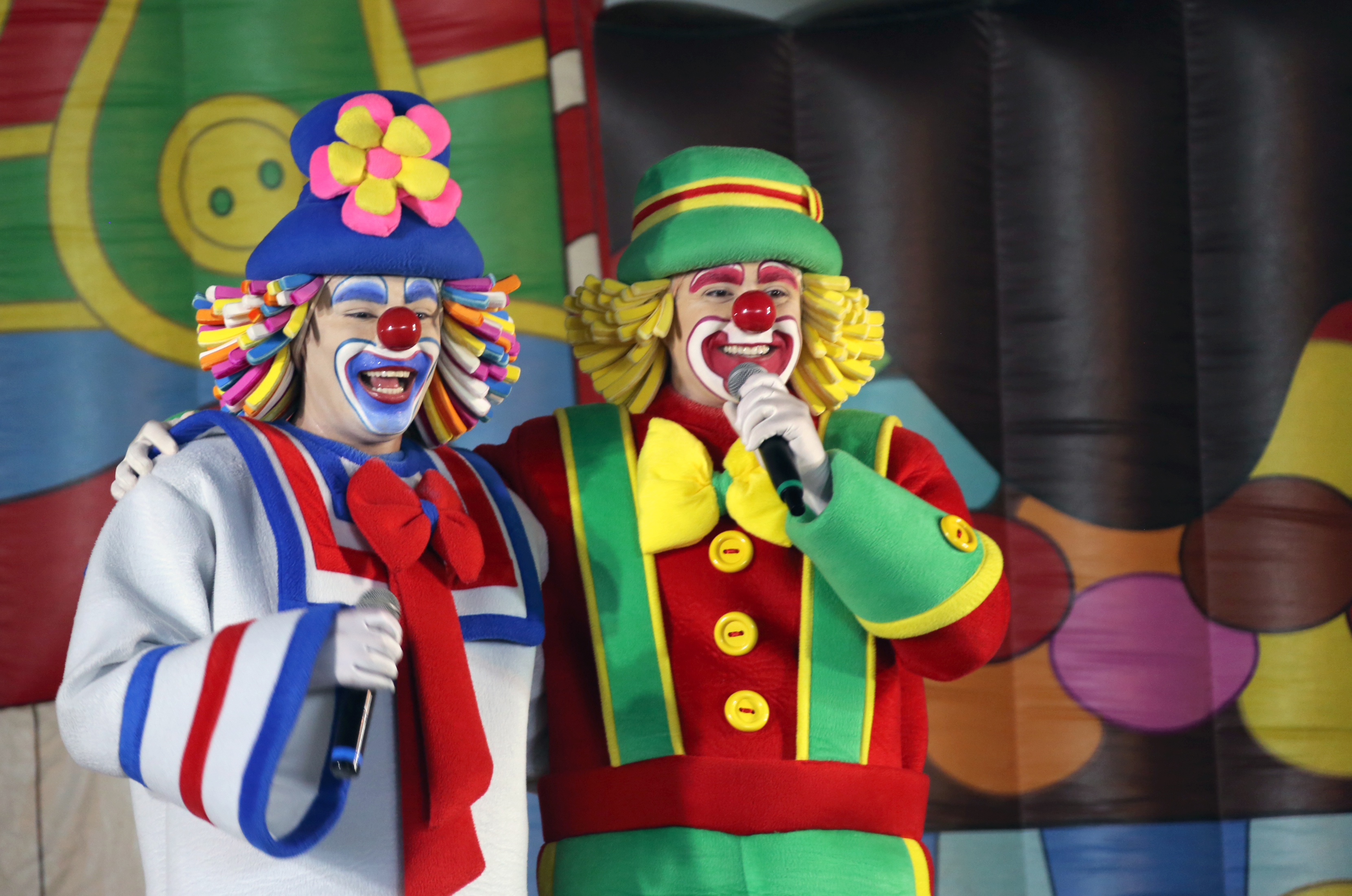
Patati Patatá em 2016

Em 2010, lançaram a coleção Brincando com Patati e Patatá pela Som Livre, sendo certificado como disco diamante, com mais de 300 mil cópias vendidas. Devido às boas vendas dos DVDs e produtos da dupla, o SBT contratou a dupla para apresentarem o programa Carrossel Animado em abril de 2011. Um mês depois, o programa estreou com um cenário repaginado e passou a ser denominado de Carrossel Animado com Patati e Patatá, onde apresentavam desenhos animados e interagiam com os telespectadores, dando prêmios (brinquedos da marca Patati Patatá), além de possuírem um cenário com seus próprios coadjuvantes.
Em janeiro de 2012 eles estrearam o programa especial Férias com Patati e Patatá à tarde, substituindo Chaves. Em 2013, eles organizaram a turnê Volta ao Mundo para promover o álbum de título homônimo. O show passou por seções no Citibank Hall, no Rio de Janeiro, e no Credicard Hall, em São Paulo.
No mesmo ano o canal ainda quis promover mais o sucesso dos dois pelas mídias, fazendo contratos para transmissão dos dois na Argentina além de um longa-metragem, porém ambos os projetos não foram adiante.
Em 2013, os palhaços tiveram seu programa reformulado, ganhando um cenário semelhante ao do palhaço Bozo, porém da mesma forma que o outro palhaço o programa foi um fiasco e acabou sendo cancelado em poucas semanas. Ainda em março do mesmo ano, o programa Carrossel Animado foi premiado como Melhor Programa Infantil 2012 pelo Troféu Imprensa, programa apresentado por Silvio Santos.
Em 12 de outubro de 2013, Patati Patatá fazem uma pequena rodada de shows, celebrando três décadas de alegria e diversão com o nome de "Patati Patatá 30 Anos". O espetáculo retratava a trajetória emocionante de Rinaldi e da icônica dupla de palhaços, embalada por um repertório cativante de mais de 30 músicas. Realizado com sessões exclusivas em São Paulo, Rio de Janeiro e Belo Horizonte, o evento foi uma celebração marcante e inesquecível do legado que Patati e Patatá construíram ao longo dos anos.

### 2014—presente: Tour internacional e contrato com o Discovery Kids

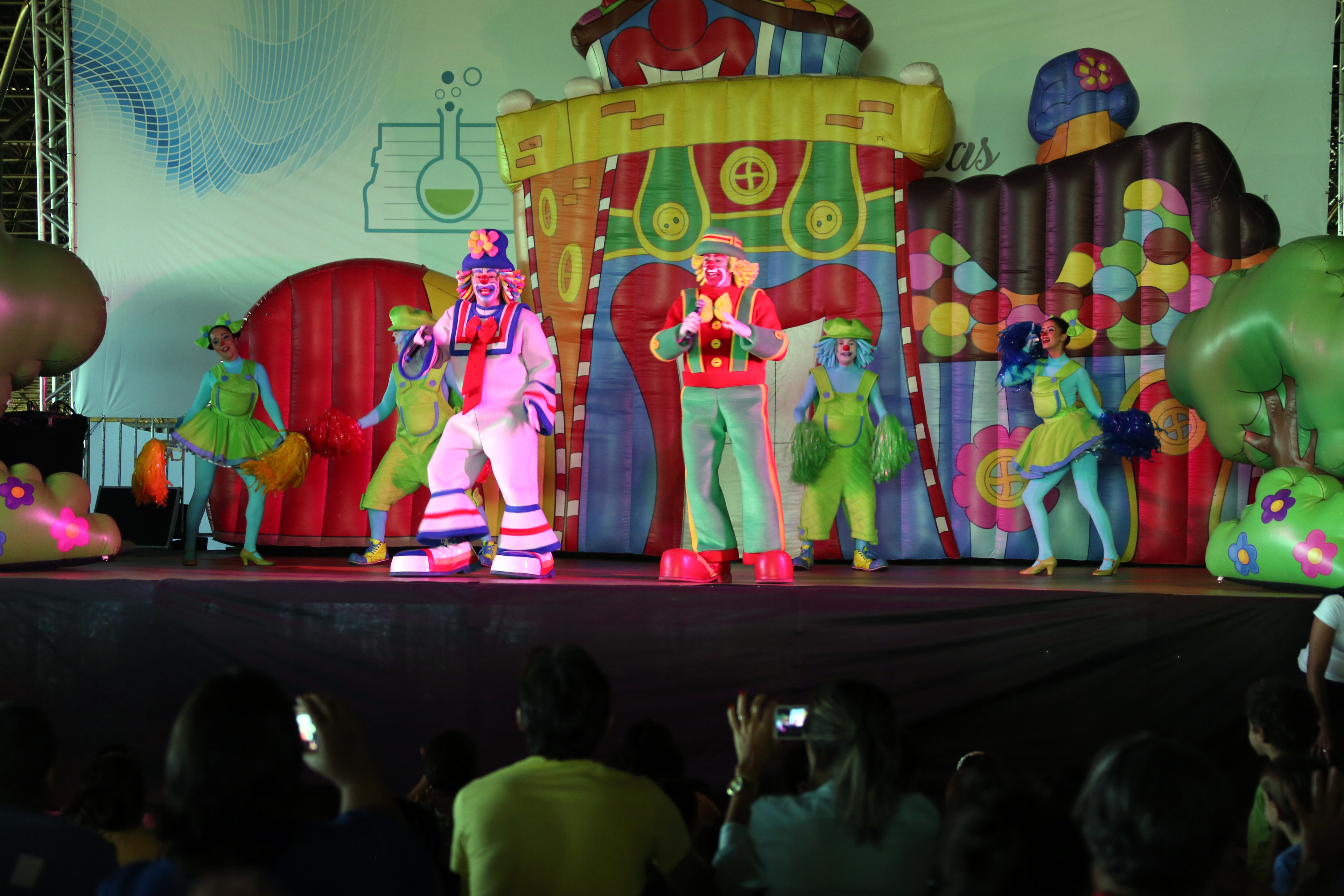
Um show dos palhaços Patati Patatá

Em abril de 2014, Patati Patatá anunciaram um tour pela Europa para apresentar as músicas do segundo box lançado no final de 2013. Em abril de 2014, Patati Patatá anunciaram um tour pela Europa, com o show "Sonho e Magia". O oitavo DVD da dupla, A Vida É Bela  foi lançado 2014, e com isso também foi feita uma nova turnê com as músicas do novo DVD.
Depois de mais de um ano após saírem da programação do SBT, iniciou-se um contrato para os dois desenvolverem um novo programa infantil através de um canal por assinatura. Depois de várias negociações foi firmado um contrato com o canal pré-escolar Discovery Kids. Em 5 de outubro de 2015 estreou o programa Parque Patati Patatá no Discovery Kids, e fazendo o canal ser líder de audiência na estreia, ficando a frente até mesmo de emissoras abertas na faixa infanto-juvenil. O programa passou a ser exibido também no SBT, a partir de 3 de setembro de 2016.
A partir de 2020, a dupla de palhaços ganhou espaço na Rede Mais Família, canal de propriedade de Rinaldi Faria. Em 2023, estreou o programa Mais Alegria com Patati Patatá.

## Personagens secundários

### Maluquinhos
Maluquinhos do Patati Patatá são personagens criados para acompanhar a dupla de palhaços em seus shows, turnês e apresentações por todos os lugares. A função dos personagens, são atuar como assistentes de palco e dançarinos.

## Proteção da marca
Com a expansão do sucesso dos palhaços Patati Patatá, houve um aumento da pirataria da marca. Rinaldi teve que contratar uma equipe de seis advogados para vasculhar anúncios de shows falsos na internet, no rádio e na televisão. Assim que uma falsa apresentação é localizada, são acionados o fórum e a polícia local. Em 2013, a equipe encontrou em um mês 73 apresentações de "clones".
O caso mais conhecido de falsificação aconteceu no dia 8 de dezembro de 2011, em um subúrbio de Salvador, quando houve o cancelamento de uma apresentação falsa dos palhaços. As imagens registradas pelo programa Brasil Urgente Bahia, da TV Bandeirantes, mostraram pais e crianças revoltadas com o cancelamento da apresentação, como o desmaio de uma senhora e várias crianças chorando. A reportagem se tornou um meme na internet brasileira. Treze anos depois, em 23 de julho de 2024, os moradores dessa comunidade finalmente conheceram a verdadeira dupla de palhaços, com a matéria indo ao ar na Band Bahia.

## Discografia

### Álbuns

##### Turminha Patati Patatá
| Ano  | Título                         | Gravadora   | Formatos |
| ---- | ------------------------------ | ----------- | -------- |
| 1983 | No Reino Encantado dos Animais | Fermata     | LP       |
| 1984 | No Reino Encantado do Circo    | Continental | LP       |
| 1986 | Eu Amo os Animais              | Continental | LP       |

##### Grupo Patati Patatá
| Ano  | Título        | Gravadora    | Formatos |
| ---- | ------------- | ------------ | -------- |
| 1991 | Patati Patatá | Continental  | LP       |
| 1995 | Patati Patatá | Warner Music | LP e CD  |

##### Patati Patatá
| Ano  | Título                           | Gravadora e Distribuidora     | Formatos                                   |
| ---- | -------------------------------- | ----------------------------- | ------------------------------------------ |
| 1996 | Super Sucessos Infantis (Vol. 1) | Plinta Music                  | CD                                         |
| 2000 | Super Sucessos Infantis (Vol. 2) | Plinta Music                  | CD                                         |
| 2001 | Super Sucessos Infantis (Vol. 3) | Plinta Music                  | CD                                         |
| 2002 | Super Sucessos Infantis (Vol. 4) | Rinaldi Music                 | CD                                         |
| 2003 | Super Sucessos Infantis (Vol. 5) | Rinaldi Music                 | CD                                         |
| 2004 | Super Sucessos Infantis (Vol. 6) | Rinaldi Music                 | CD, VHS, DVD, download digital e streaming |
| 2006 | Na Cidade dos Sonhos (Vol. 7)    | Rinaldi Produções, Band Music | CD, DVD, download digital e streaming      |
| 2007 | No Castelo da Fantasia (Vol. 8)  | Rinaldi Produções             | CD, DVD, download digital e streaming      |
| 2010 | Volta ao Mundo (Vol. 10)         | Rinaldi Produções, Som Livre  | CD, DVD, download digital e streaming      |
| 2012 | Coletânea de Sucessos (Vol. 1)   | Som Livre                     | DVD, CD, download digital e streaming      |
| 2014 | A Vida é Bela                    | Som Livre                     | DVD, CD, download digital e streaming      |
| 2016 | O Melhor da Pré-escola           | Rinaldi Produções             | Download digital, streaming                |
| 2018 | Coletânea de Sucessos (Vol. 2)   | Rinaldi Produções             | Download digital e streaming               |
| 2019 | O Melhor da Pré-Escola (Vol.2)   | Rinaldi Produções             | Streaming                                  |
| 2020 | O Melhor da Pré-Escola (Vol.3)   | Rinaldi Produções             | Streaming                                  |

#### Álbuns de compilação
| Ano  | Título                        | Gravadora e Distribuidora          | Formatos                              |
| ---- | ----------------------------- | ---------------------------------- | ------------------------------------- |
| 2005 | As 100 Mais da Pré-Escola     | Rinaldi Music                      | CD                                    |
| 2006 | Os Grandes Sucessos (Vol. 9)  | EMI, Rinaldi Produções e Som Livre | CD, DVD, download digital e streaming |
| 2008 | As 100 Mais da Pré-Escola 2   | Rinaldi Music                      | CD                                    |
| 2009 | Hora da Folia                 | Rinaldi Produções                  | CD                                    |
| 2020 | Hora da Folia Vol.1 (Ao Vivo) | Rinaldi Produções                  | Download digital e streaming          |

#### DVDs de vídeo
| Ano  | Título                                               | Distribuidora                 | Formatos        |
| ---- | ---------------------------------------------------- | ----------------------------- | --------------- |
| 2006 | As Historias Mais Engraçadas da TV com Patati Patatá | Rinaldi Produções, Band Music | DVD e streaming |

#### EP's
| Ano  | Título   | Gravadora | Formatos                     |
| ---- | -------- | --------- | ---------------------------- |
| 2019 | PP Natal | Som Livre | Download digital e streaming |

#### Box sets
| Ano  | Título                                                       | Distribuidora     | Formatos | Vendas          | Certificações         |
| ---- | ------------------------------------------------------------ | ----------------- | -------- | --------------- | --------------------- |
| 2009 | Patati Patatá - Box Meus Favoritos 1: Edição de Colecionador | Rinaldi Produções | DVD      | —               | —                     |
| 2010 | Brincando com Patati e Patatá Vol. 1                         | Som Livre         | DVD      | Brasil: 300 000 | Brasil ABPD: Diamante |
| 2013 | Brincando com Patati Patatá (Vol. 2)                         | Som Livre         | DVD      | —               | —                     |

### Singles
| Ano  | Canção                                       | Álbum                          |
| ---- | -------------------------------------------- | ------------------------------ |
| 2017 | "Amar é" (com part. de Thiaguinho)           | Adicionado à nenhum álbum      |
| 2019 | "A Dona Aranha"                              | O Melhor da Pré-Escola (Vol.3) |
| 2019 | "Os Indiozinhos"                             | O Melhor da Pré-Escola (Vol.3) |
| 2019 | "Chinês"                                     | O Melhor da Pré-Escola (Vol.3) |
| 2019 | "Jacaré Poiô"                                | O Melhor da Pré-Escola (Vol.3) |
| 2019 | "Ciranda Cirandinha"                         | O Melhor da Pré-Escola (Vol.3) |
| 2019 | "A Noite Está Tão Linda"                     | O Melhor da Pré-Escola (Vol.3) |
| 2019 | "Caranguejo Não é Peixe"                     | O Melhor da Pré-Escola (Vol.3) |
| 2019 | "PPShark"                                    | Adicionado à nenhum álbum      |
| 2019 | "Noite Feliz" (com part. de Tiago Abravanel) | PPNatal                        |
| 2022 | "Pipoquinha"                                 | Adicionado à nenhum álbum      |
| 2022 | "Seleção de Vitaminas"                       | Adicionado à nenhum álbum      |
| 2023 | "Amigos Do Peito"                            | Coletânea de Sucessos (Vol.2)  |
| 2023 | "Xô Preguiça"                                | Coletânea de Sucessos (Vol.2)  |
| 2023 | "É Tão Bom"                                  | Coletânea de Sucessos (Vol.2)  |
| 2023 | "É Preciso Saber Viver"                      | Adicionado à nenhum álbum      |
| 2023 | "Celebrar"                                   | Adicionado à nenhum álbum      |
| 2024 | "Brilha Brilha Estrelinha"                   | Adicionado à nenhum álbum      |
| 2024 | "ABCD das Vitaminas"                         | Adicionado à nenhum álbum      |
| 2024 | "Lavar as Mãos"                              | Coletânea de Sucessos (Vol.2)  |
| 2024 | "Pular Corda"                                | Coletânea de Sucessos (Vol.2)  |
| 2024 | "Dona Felicidade"                            | Coletânea de Sucessos (Vol.2)  |
| 2024 | "Remexe"                                     | Coletânea de Sucessos (Vol.2)  |

#### Como convidados
| Ano  | Canção                                                    | Álbum                                   |
| ---- | --------------------------------------------------------- | --------------------------------------- |
| 2011 | "Arca De Noé" (Mara Maravilha com Patati Patatá)          | Mara Maravilha Para Os Pequeninos Vol.4 |
| 2013 | "Amigos Do Peito" (Atchim & Espirro com Patati Patatá)    | A Turma Da Casa De Chocolate            |
| 2015 | "Amigos Pra Valer" (Bananas De Pijamas com Patati Patatá) | Bananas De Pijamas: O Musical           |
| 2019 | "Passa Passa" (Lore Improta com Patati Patatá)            | Adicionado à nenhum álbum               |
| 2023 | "Festa Maravilhosa" (Thalles Roberto com Patati Patatá)   | Deixa Vir                               |